# Кхалаце
Кхалаце или Кхалси — деревня в 337 км от Сринагара на старой дороге в Лех, близ переправы через Инд. Получила известность благодаря своему положению на древних торговых маршрутах.  Население округи около 1 600. Ныне через реку перекинут железный мост. Рядом находятся руины укреплённой таможни.
Древности Кхалаце были исследованы и описаны Августом Франке. По остаткам надписей можно сказать, что это место ранее называлось «Махараджа Увима» и его связывали с кушанским царём Вима Кадфизом, правившим в I—Ii веках.
Лхачен Наглунг (ок 1150—1175 н. э.), представитель дардского княжеского дома, построил мост на месте нынешнего (в 4,8 км был ещё один мост Бабу-Кхар, но мост у Кхалаце был нужен для сбора пошлин). Для охраны этого моста у ручья, текущего в Инд, он построил замок Брагнаг (Браг-Наг) — остатки фундамента замка находятся в 1,6 км от деревни, выше по течению. Лхачен Наглунг, вероятно, также построил и замок у Ванла.
На скалах близ деревни можно найти дардские петроглифы, в том числе, женщина с корзиной за спиной, охота на антилоп, мужчины в широкополых шляпах (подобную одежду носят дарды до сих пор); у замка можно найти надписи на индийском.
Вверх по течению от Кхалаце и вниз по течению по правому берегу проживают Дарды (Брокпа), исповедующие буддизм. Если идти в Кхалаце от Сринагара, то видно, как попадаешь в буддийские земли: начинают попадаться чортены — маленькие ступы, камни «мани» и молитвенные флажки (лунгта).
Миссионеры моравской церкви, прибывшие в Лех в 1885 году, разместили свой пункт и в Кхалаце. Они сильно помогли развитию местной медицины и образования, но совсем не преуспели в миссионерстве.
Кхалаце на 400 метров ниже Леха и поэтому здесь выращивают не один, а два урожая. В конце мая, когда в Ладакхе только сеют, в Кхалаце урожай уже почти вырос. Первым обычно собирают грим (Ячмень обыкновенный — Hordeum vulgare L. var. nudum Hook. f., разновидность является древней формой одомашненного ячменя) — из него делают цампу, основную пищу этого региона. К середине июля поспевают гречиха, турнепс и другие овощи. Кхалацзе, расположенный посреди абрикосовых рощ, также славится своими абрикосами.